# Фонтана деј Конти II (Фрозиноне)
Фонтана деј Конти II је насеље у Италији у округу Фрозиноне, региону Лацио.
Према процени из 2011. у насељу је живело 134 становника. Насеље се налази на надморској висини од 144 м.